# Новое Бобренево
Новое Бобре́нево (до 1999 Новое Бобреново) — село в Коломенском районе Московской области. Располагается недалеко от эстакады Новорязанского шоссе через Казанское направление МЖД. Население — 37 чел. (2010).

## Население
| 2002 | 2006 | 2010 |
| ---- | ---- | ---- |
| 40   | ↘30  | ↗37  |

## Транспорт
Автобус № 30 Коломна (станция Голутвин) — Новопокровское. В село заезжают только те автобусы, которые следуют через посёлок Радужный.
Ближайший остановочный пункт железной дороги — платформа 113 км, в 1 км к юго-востоку.

## Улицы
Единственная улица села — улица Ленина.